# Cheek to Cheek
Cheek to Cheek (englisch für „Wange an Wange“) ist ein Lied von Irving Berlin, das er für den Fred Astaire/Ginger-Rogers-Film Ich tanz’ mich in dein Herz hinein (1935) geschrieben hatte. Im Film singt Astaire das Lied während eines Tanzes mit Rogers. Das Lied wurde bei der Oscarverleihung 1936 für den Oscar als bester Song nominiert, verlor aber gegen Lullaby of Broadway aus Die Goldgräber von 1935. Astaires Version verblieb 1935 fünf Wochen auf Platz 1 von Your Hit Parade und war damit dort das erfolgreichste Lied 1935. Die Version von Astaire zusammen mit dem Leo Reisman Orchestra wurde 2000 in die Grammy Hall of Fame aufgenommen.
Der Eröffnungsvers “Heaven, I’m in heaven, and my heart beats so that I can hardly speak…” (dt.: „Himmel, ich bin im Himmel und mein Herz schlägt so schnell, dass ich kaum sprechen kann…“) wurde weltbekannt. Das Lied wurde in das Great American Songbook aufgenommen. Berlin selbst verwendete Teile seines Liedes 1937 für He Ain’t Got Rhythm aus dem Film Heut’ gehn wir bummeln.
Das Lied wurde in zwei Versionen, einmal von Astaire und einmal von Ella Fitzgerald (aus dem Album Ella and Louis 1956), im Film Der englische Patient verwendet. Eine Version von Glenn Miller findet sich in Les Misérables (1995). Kenneth Branagh sang das Lied in Verlorene Liebesmüh’ (2005). Die Originalversion von Astaire wurde in The Green Mile, Rain Man, A.I. – Künstliche Intelligenz, Forever Young und The Purple Rose of Cairo verwendet. Auch im Film Wall Street: Geld schläft nicht wird das Lied kurz angespielt sowie in Die Insel der besonderen Kinder. Es ist der Titelsong im Animationsfilm Boss Baby.
Das American Film Institute wählte Cheek to Cheek im Jahr 2004 auf Platz 15 der besten Filmsongs aller Zeiten.

## Weitere Aufnahmen (Auswahl)
- Larry Adler
- Julie Andrews
- Ray Anthony
- Louis Armstrong
- Desi Arnaz
- Fred Astaire
- Chet Atkins
- Count Basie
- Tony Bennett
- Polly Bergen
- Irving Berlin
- Stanley Black
- Pat Boone
- Boswell Sisters
- Connee Boswell
- Sam Browne
- Charlie Byrd
- Carmen Cavallaro
- Eva Cassidy
- June Christy
- Rosemary Clooney
- Alma Cogan
- Ken Colyer
- Ray Conniff
- Bing Crosby
- Vic Damone
- Sammy Davis, Jr.
- Doris Day
- Buddy DeFranco
- Tommy Dorsey
- Eddy Duchin
- Roy Eldridge
- Ziggy Elman
- Eddie Fisher
- Ella Fitzgerald
- Erroll Garner
- Sara Gazarek
- Carroll Gibbons
- Benny Goodman
- Stéphane Grappelli
- Buddy Greco
- Roy Hamilton
- Dick Haymes
- Billie Holiday
- Marilyn Horne
- Harry James
- Joni James
- Al Jolson
- Shirley Jones
- Jane Krakowski und Tony Sotos (in Herzensangelegenheiten)
- Steve Lawrence
- Peggy Lee
- Guy Lombardo
- Machito
- Sanjaya Malakar
- Los Manolos
- Branford Marsalis
- Miki Matsubara (1984)
- Billy May
- Susannah McCorkle
- Robin McKelle
- Yehudi Menuhin
- Glenn Miller
- Jane Monheit
- Matt Monro
- Sara Montiel
- Red Norvo
- Lisa Ono
- Paper Lace
- Pasadena Roof Orchestra
- Joe Pass
- Donald Peers
- Oscar Peterson
- Louis Prima
- Max Raabe
- Ray Reach
- Rita Reys
- Régine
- Rosie Ribbons
- Buddy Rich
- Ginger Rogers
- George Shearing
- Frank Sinatra
- Rod Stewart
- Lew Stone
- Taco
- Mel Tormé
- Sarah Vaughan
- Teddy Wilson
- Lady Gaga & Tony Bennett